# خوان أندرسون
خوان أندرسون (بالإسبانية: Juan Anderson)‏ (18 مارس 1872 بوينس آيرس الأرجنتين - 20 يوليو 1932 ريدنغ المملكة المتحدة) هو لاعب كرة قدم أرجنتيني سابق كان يلعب كمهاجم.

## وصلات خارجية
- خوان أندرسون على موقع عالم كرة القدم.نت (الإنجليزية)